# Београдски фото клуб (БФК)
Друштво фотографа-аматера основано 4. децембра 1928. године у Београду (Обилићев венац 36). Иницијатор оснивања био је др. Александар Костић, лекар, професор хистологије на Медицинском факултету Београдског универзитета, и истакнути српски фотограф аматер. Од самог почетка друштво је поставило задатак да „унапређује научну, уметничку и аматерску фотографију“. Покренута је знатна активност, а у клубу су били окупљени многи истакнути ствараоци у фотографији у Београду, између два рата. Чланови клуба имали су запажене успехе на изложбама (најистакнутији су били инж. Лудвиг Шистек и др. Петар Вељковић). 
У том језгру зачета је и стручна фотографска литература (писац је Александар Шафрански), а стварани су знатни подстицаји за употребу фотографије у науци, као и у разним областима утилитарне примене (у ваздухопловству, техници и индустрији, у проучавањима историје и географије). Резултати таквих настојања показани су и на двема великим изложбама клуба. (Трећа изложба, заказана за почетак 1941. није одржана услед отпочињања рата). Клуб је деловао целу једну деценију са неједнаким интензитетом активности, да би крајем тридесетих година готово сасвим замро, и угасио се.

## Изложбе које је клуб организовао
- Изложба Београдског фото-клуба, Београд 1929;
- Друга изложба Београдског фото-клуба, Београд, 1931.